# Toyota Corolla
Toyota Corolla este un automobil compact (segmentul C), comercializat de producătorul japonez de automobile Toyota.

## A zecea generație (2006)

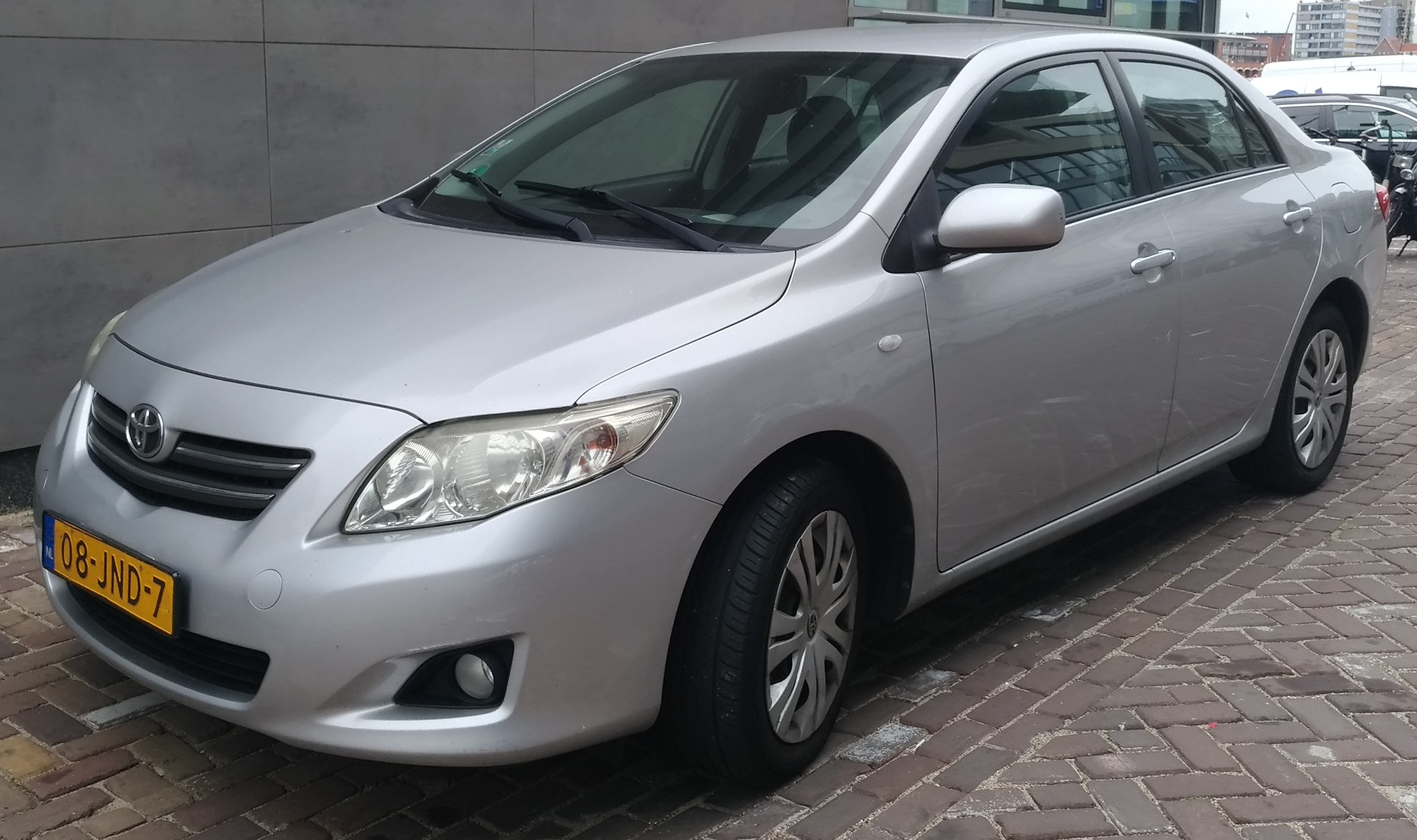
Corolla Sedan în Țările de Jos

## A unsprezecea generație (2012)

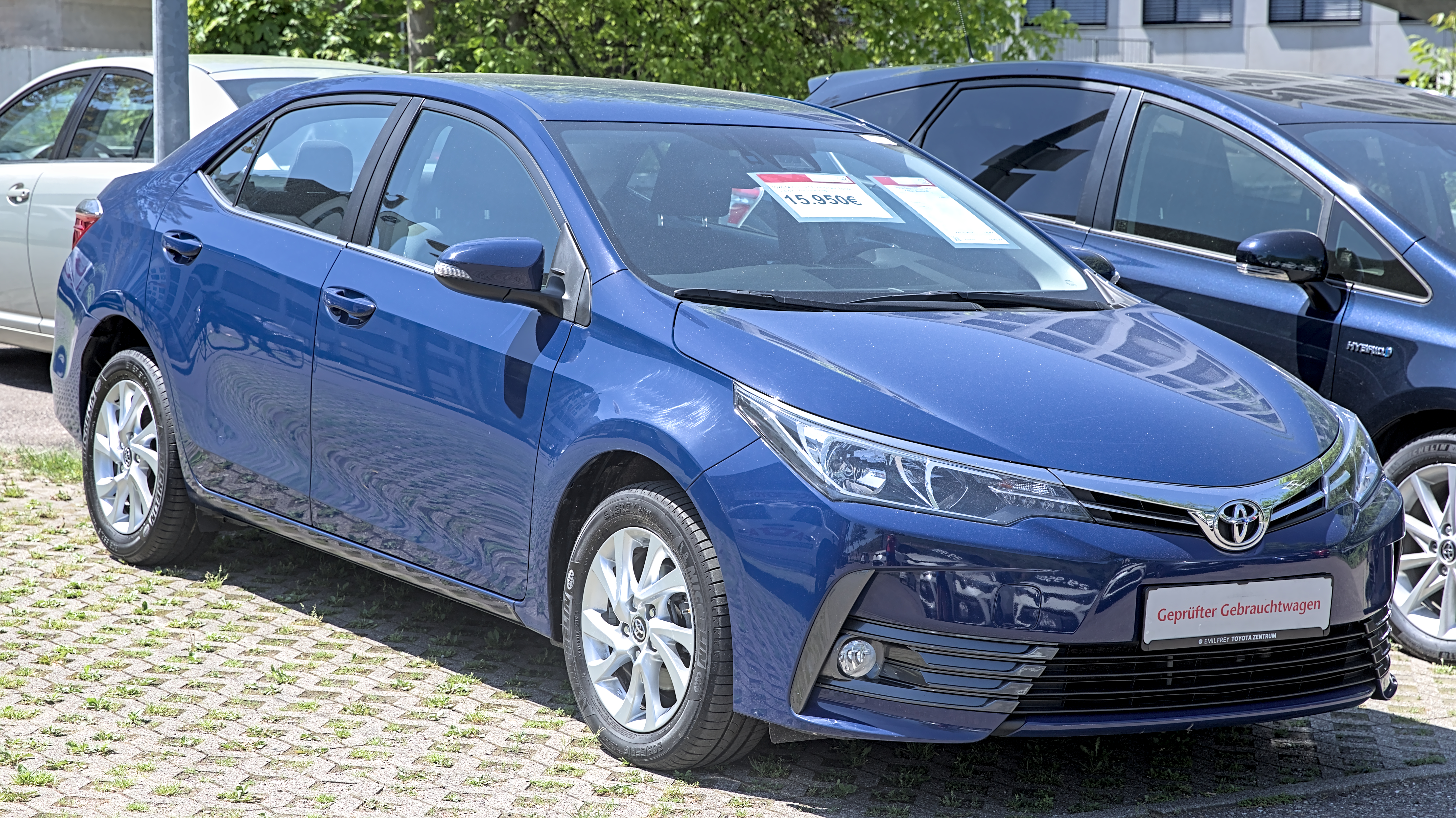
Corolla Sedan (facelift)

## A douăsprezecea generație (2018)

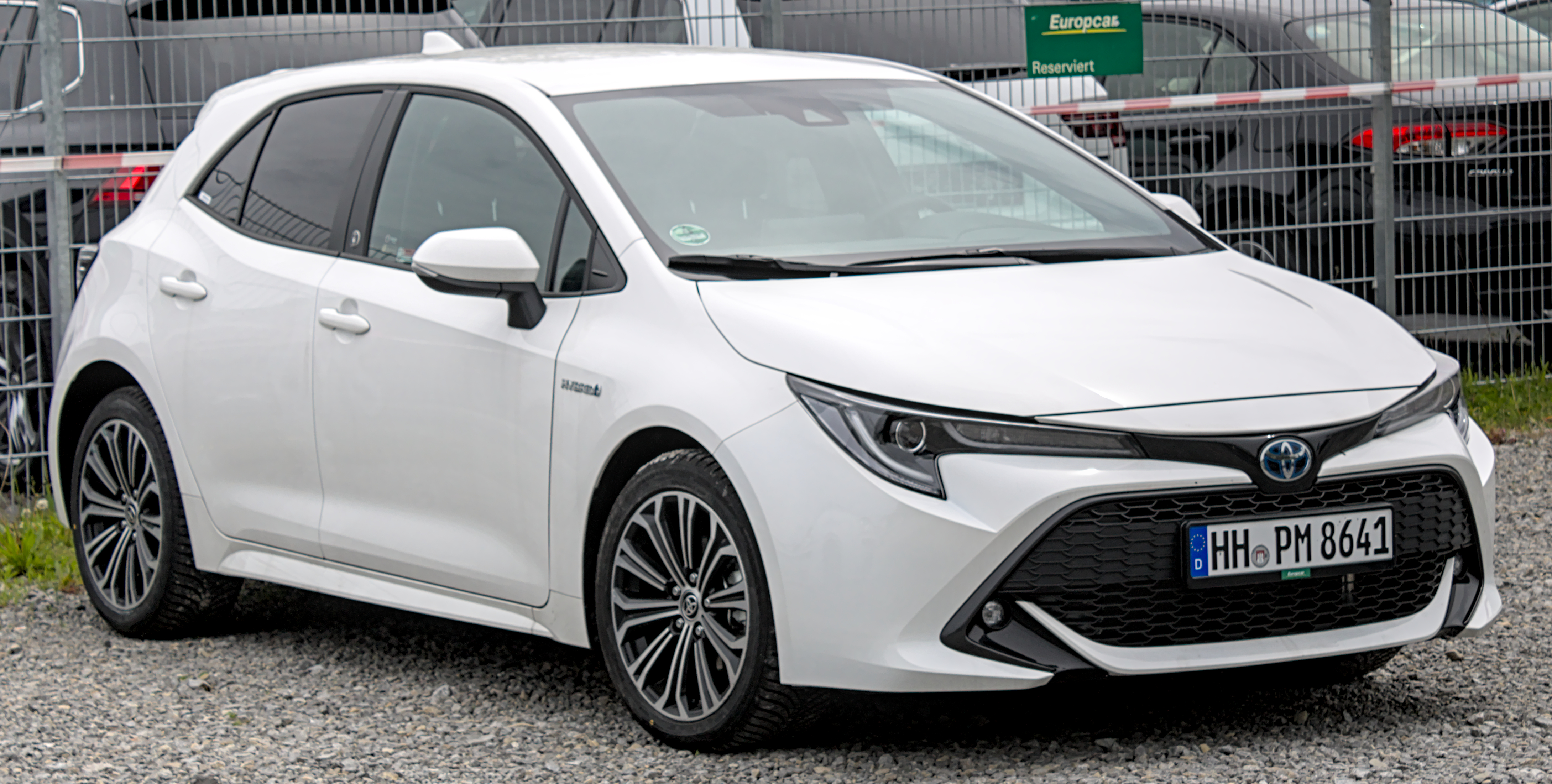
Corolla Hybrid

A douăsprezecea generație de Corolla în stil de caroserie hatchback a fost dezvăluită ca model de pre-producție la începutul lunii martie 2018, la Salonul Auto de la Geneva, sub numele de Auris.